# تشانغ جونلونج (ملاكم)
تشانغ جونلونج (بالصينية: 张君龙) مواليد 12 نوفمبر 1981 في تشينغداو، هو ملاكم محترف صيني يصنف ضمن فئة الوزن الثقيل.

## المسيرة الاحترافية
من نزالاته:
- انتصر على جورج آرياس بالضربة الفنية القاضية (2016).

## إحصائيات
خاض خلال مسيرته 14 نزالا، فاز في 14 ولم يتعادل ولم يخسر. فاز بالضربة القاضية في 14 نزالا.

## روابط خارجية
- تشانغ جونلونج على موقع بوكس ريك (الإنجليزية) (registration required)